# Manihiki
Manihiki is een atol dat onderdeel uitmaakt van de archipel van de Cookeilanden in de Grote Oceaan. 
Het is een driehoekig atol, bestaande uit 40 kleine motu's (rifeilandjes van koraalzand) die door middel van een koraalrif zijn verbonden. Het ligt 1160 kilometer ten noorden van Rarotonga en wordt beschouwd als een van de mooiste Cookeilanden. Het staat bekend als het eiland van de parels vanwege de zwarte parelkweek, een voorname inkomstenbron voor het atol.